# Michaela Röder
Michaela Röder (Wuppertal, 1958) è una serial killer tedesca, responsabile di almeno otto omicidi all'interno dell'ospedale dove lavorava.

## Biografia
Non si sa nulla sull'infanzia della Röder, solo che nacque nel 1958 a Wuppertal da un commerciante di spedizioni e una casalinga. Ben presto acquisì familiarità con il lavoro in ospedale; cominciò a lavorare nell'ospedale St. Petrus di Wuppertal nel 1978, e i colleghi la soprannominarono ironicamente "Angelo della morte" in quanto molti pazienti anziani morivano sotto le sue cure.
Il 13 marzo 1986 fu arrestata con l'accusa di aver ucciso, tramite spropositate iniezioni di clonidina, diciassette pazienti nell'ospedale in cui era infermiera. In tribunale e durante gli interrogatori, la Röder confessò di aver tolto la vita a otto pazienti per terminare le loro sofferenze, e di averne ucciso un nono di 94 anni per errore. L'arco temporale dei suoi ipotetici diciassette omicidi venne stimato essere tra il 6 febbraio 1984 e il 5 febbraio 1986, con quattordici pazienti che avevano più di 70 anni e tre che avevano più di 53 anni. Avrebbe ucciso i pazienti tramite l'iniezione per via endovenosa di cloruro di potassio che paralizzava il cuore, poi un'altra iniezione volta ad abbassare i livelli di pressione del sangue fino a causare la morte.
Il processo a Michaela Röder iniziò a Bonn l'11 gennaio 1989, e il procuratore distrettuale Karl-Hermann Majorevsky descrisse l'imputata come "un'assassina dal sangue freddo, che ha ucciso per dimostrare il suo sentimento di superiorità e il potere di vita o di morte sui pazienti". La perizia psichiatrica a carico dell'infermiera, presentata dallo psichiatra Eberhard Schorsch e dallo psicologo clinico Herbert Maisch, fornì il parere di condanna per omicidio colposo. Alla Röder vennero riconosciute tutte le attenuanti e fu ritenuta responsabile di otto morti sospette nel reparto di terapia intensiva dell'ospedale St. Petrus; l'11 settembre 1989 fu condannata per omicidio colposo a undici anni di reclusione nonostante il pubblico ministero avesse chiesto l'ergastolo. La sentenza pronunciata dal giudice Rudolf Watty scatenò la disapprovazione dei parenti delle vittime, che in aula inveirono contro di lui.
Assieme a Niels Högel, Michaela Röder rappresenta uno dei casi più celebri di Angelo della morte mai avvenuti in Germania.